# St. Peter und Paul (Beesenlaublingen)

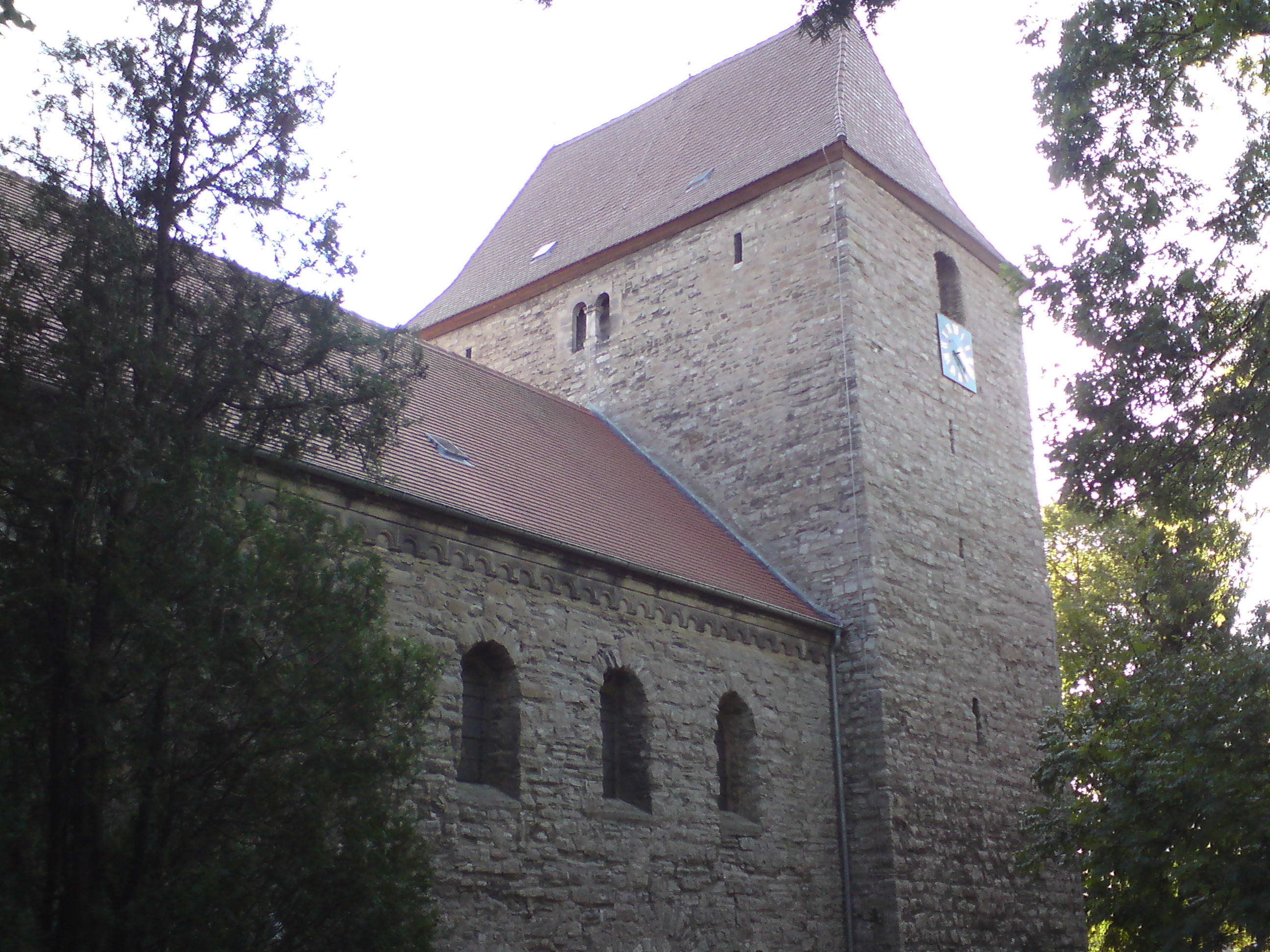
Kirche Beesenlaublingen

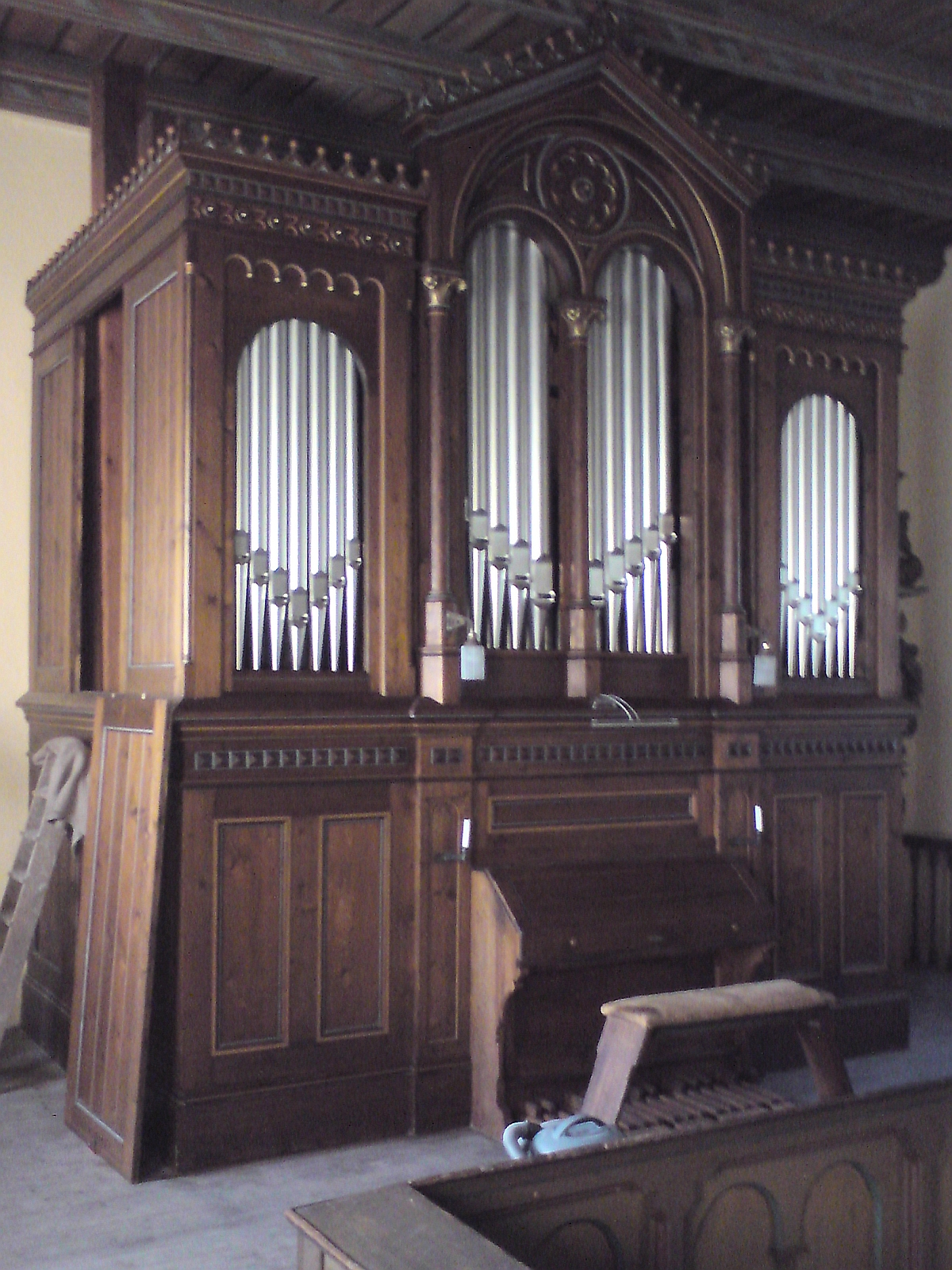
Orgel

Die evangelische Kirche St. Peter und Paul ist eine im Kern romanische Saalkirche im Ortsteil Beesenlaublingen von Könnern im Salzlandkreis in Sachsen-Anhalt. Sie gehört zum Pfarrbereich Könnern im Kirchenkreis Halle-Saalkreis der Evangelischen Kirche in Mitteldeutschland.

## Geschichte und Architektur
Die Kirche ist ein Bruchsteinbau vom Ende des 12. Jahrhunderts, der vermutlich auf dem Gelände der ehemaligen Burg erbaut wurde. Durch den imposanten Westquerturm mit steilem Walmdach ist das Bauwerk weithin sichtbar. Im Jahr 1740 wurde der Chor neu erbaut, vermutlich anstelle des ursprünglichen Chorquadrats mit Apsis. Eine umfassende Restaurierung erfolgte im Jahr 1894 nach einer Inschrifttafel an der Südwand neben der in dieser Zeit erbauten Portalvorhalle. Am Schiff sind zwei spätromanische Portale vorhanden; das nördliche ist vermauert; das südliche ist ein einstufiges Säulenportal mit skulptierten Säulenschäften, am äußeren Portalpfosten sind Halbsäulen angebracht; im von Wellenranken eingefassten Tympanon ist die Schlüsselübergabe an Petrus mit einem thronenden Christus dargestellt, flankiert von den Titelheiligen Petrus und Paulus, die spätmittelalterliche Tür ist mit reichen Eisenbeschlägen versehen.
Innen ist der romanische Triumphbogen mit abgeschrägten Kämpfern erhalten. Eine Hufeisenempore erstreckt sich bis an die Chorostwand und ist mit Malereien an den Brüstungsfeldern versehen. Die biblischen Szenen im Chorbereich sind wohl in Anlehnung an die Motive des Rauchhauptschen Familienepitaphs in der Dorfkirche Trebnitz gestaltet, im Schiff befinden sich Wappendarstellungen. Die im 18. Jahrhundert geschaffenen Malereien stammen aus der Mitte des 18. Jahrhunderts und wurden den im Jahr 1894 eingebauten Emporen eingefügt.

## Ausstattung
Auf der Westempore ist das hölzerne Epitaph für Levin August von Krosigk, Erbherr auf Beesen, Poplitz und Plötzkau († 1686) mit reichem plastischem Dekor und Brustbild des Verstorbenen angebracht.
Der Taufstein und die Kanzel sind Werke vom Ende des 19. Jahrhunderts. Farbige Glasmalereien im Chor zeigen die Anbetung des Kindes und die Auferstehung Christi. Auf der Nordempore stellt ein großes Gemälde aus der zweiten Hälfte des 19. Jahrhunderts Christus und die Kinder dar.
In der Sakristei wird ein frühmittelalterlicher Grabstein mit eingeritztem Stabkreuz aufbewahrt.
Die Orgel mit neuromanischem Prospekt ist ein Werk von Wilhelm Rühlmann aus dem Jahr 1894, das im Jahr 2011 restauriert wurde.
In der Vorhalle sind vier figürliche Renaissancegrabsteine für Mitglieder der Familie von Krosigk erhalten:
- ein Grabstein für Elisabeth von Werner († 1542) mit einer qualitätvollen Darstellung der Verstorbenen in reicher Bekleidung als Dreiviertelfigur über dem Familienwappen, von einem rundbogigen Schriftband gerahmt mit Resten der originalen Farbfassung;
- ein Grabstein für eine weitere Frau († 1583);
- zwei Figurengrabsteine für Männer in Rüstung mit Schwert und Wappenzier († 1445 und 1598).